# Вагах
Вагах (хинди वाघा, урду واہگہ‎) — единственный населённый пункт, через который можно пересечь границу между Индией и Пакистаном. Вагах расположен на старинном великом колёсном пути между городами Амритсар и Лахор. Сам Вагах представляет собой село, через которое прошла спорная линия Рэдклиффа в 1947 году, разделившая селение на две части. Восточная часть села расположена в Индии, западная — в Пакистане.

## Граница
Границу в Вагахе часто называют «Берлинской стеной Азии», здесь каждый вечер проходит церемония под названием «спуск флагов», первая из которых была проведена в 1959 году. За соблюдением порядка на границе следят пограничные войска Индии и пакистанские рейнджеры. Сама церемония иностранцам может показаться демонстрацией силы и агрессии, но на самом деле является культурной традицией и не несёт негатива к соседнему государству. Войска каждой страны участвуют в этом шоу в мундирах и красочных тюрбанах. Пограничники двух стран иногда ходят к своим коллегам через границу в течение дня.

## История
Во времена британского правления деревня была частью лахорской области британской провинции Пенджаб. В 1947 году данная провинция, как и деревня, была разделена между Индией и Пакистаном.
В мае 2005 года правительство Пакистана разрешило импортировать из Индии продукты питания через границу в Вагахе, чтобы преодолеть нехватку продовольствия на внутреннем рынке; 1 октября 2006 года колонны грузовых автомобилей с товарами пересекали границу в Вагахе в обе стороны, что стало первым в истории крупным товарообменом между двумя государствами со времени обретения независимости более 50 лет назад. В разгрузке этих грузовых автомобилей участвовали 1400 пакистанских и 1300 индийских носильщиков. Товарооборот между двумя странами через Вагах составил 1,3 млрд $ США за 2007 год и, ожидалось, превысит 10 млрд $ к 2010 году.
2 ноября 2014 года в Вагахе был совершён террористический акт — террорист-смертник привёл в действие мощное взрывное устройство на пакистанской стороне в 500 метрах от границы. В результате погибло до 60 человек, более 100 получили ранения.